# Kurt Watzke
Kurt Franz Watzke (* 3. Oktober 1920 in Klagenfurt; † 16. Oktober 2012 in Wien) war ein österreichischer Ruderer.

## Biografie
Kurt Watzke wurde am 3. Oktober 1920 als Sohn des Tierarztes Franz Karl Watzke (* 28. Jänner 1891 in Lautsch bei Odrau, Herzogtum Troppau) und dessen Ehefrau Margaretha (geborene Elger; * 6. März 1893 in Wien) in Klagenfurt geboren und am 10. Oktober 1920 auf den Namen Kurt Franz getauft. Seine Eltern hatten am 10. Oktober 1918 in Gersthof bei Wien geheiratet. Am 5. Mai 1932 wurde er in Klagenfurt gefirmt und trat am 11. Juli 1938 aus der katholischen Kirche aus. Am 4. April 1943 heiratete er in erster Ehe in Wien-Margareten.
Wie auch sein jüngerer Bruder Gerhard war er als Kind unter anderem beim Klagenfurter Turnverein aktiv und vertrat diesen nicht nur bei Turnsportarten, sondern auch bei Schwimmmeisterschaften, wobei er als Rückenschwimmtalent galt. Bereits als Neunjähriger trat er beim Eislaufverein Wörthersee im Eisschnelllauf in Erscheinung. Außerdem spielte er über den Klagenfurter Turnverein Wasserball. Ab 1936 gehörte er dem Klagenfurter Ruderverein Albatros an und wechselte bald darauf zum zwei Jahre älteren Ruderverein Nautilus Klagenfurt 1878, bei dem er im November 1937 mit 175 Ausfahrten und dabei 1407,6 Kilometer zurückgelegter Strecke der Ruderer mit den meisten Ausfahrten und den weitesten Strecken in dieser Saison war.
Um das Jahr 1939 gehörte er der Sturmabteilung an, war in dieser Oberscharführer und vertrat als Ruderer zu dieser Zeit den 1. Wiener Ruderclub „Lia“. Zu diesem wurde er vom Neuseeländer Tom Sullivan gelotst. Erst in Wien begann Watzke mit dem Einer-Training. Obwohl er 1939 zum Zweiten Weltkrieg eingerückt war, war er während des Krieges zeitweise in Wien und hatte die Möglichkeit an Wettbewerben teilzunehmen. 1940 noch im Juniorenbereich, nahm er ab 1941 bereits im Seniorenbereich teil. Auch in den 1940er Jahren trat Watzke – mittlerweile im Seniorenbereich – als Schwimmer in Erscheinung und belegte im Juli 1943 bei den Bereichsmeisterschaften des Donau-Alpenlandes im Schwimmen über 100 Meter Rücken mit einer Zeit von 1:25,0 den ersten Platz bei den Männern.
Kurt Watzke belegte beim Deutschen Meisterschaftsrudern 1944 in Wien den zweiten Platz im Einer; dies ohne für den Wettbewerb trainiert zu haben. Nach dem Zweiten Weltkrieg wurde er im Einer über die Strecke von 1500 Meter Österreichischer Meister. Nur wenige Wochen später trat er auch schon wieder bei einem Schwimmländerkampf zwischen Wien und Kärnten in Erscheinung und wurde über 80 Meter Rücken Zweiter. Nachdem sein Bruder Gerhard im Frühsommer 1946 aus der amerikanischen Kriegsgefangenschaft, in die er bei Tunis geraten war, heimgekehrt war, begann das Brüdergespann mit dem Training im Zweier.
In der Herbstregatta des Österreichischen Ruder- und Paddelverbandes musste sich Watzke im Oktober 1946 im Skiff dem in Wien ansässigen Italiener Romolo Catasta geschlagen geben. Nach weiteren Erfolge im Schwimmen und Rudern trat Kurt Watzke zusammen mit seinem Bruder Gerhard bei den Ruder-Europameisterschaften 1947 in Luzern an. Hierbei gewannen die beiden Kärntner Silber im Zweier ohne Steuermann. Bereits kurz zuvor hatten sie bei der „Generalprobe“, anlässlich der Österreichischen Meisterschaft 1947, bei der Kurt Watzke wieder Meister im Einer wurde, den Meistertitel im Zweier ohne Steuermann gewonnen. Außerdem waren die beiden Brüder Mitglieder des siegreichen Achters; Kurt Watzke dabei als Schlagmann. Kurt Watzke trainierte zu dieser Zeit auch die Kampfmannschaft des RV Nautilus und hatte dabei einen großen Anteil an den fünf der sechs möglich gewesenen Staatsmeistertitel, die die Mitglieder des RV Nautilus in diesem Jahr gewannen.
In der Vorbereitung auf die Olympischen Spiele 1948 fuhren die Brüder bei einem Rennen in Budapest im Juni 1948 einen kuriosen Sieg ein. Nachdem ihnen im Vorfeld ein Boot angeboten worden war, das in einem derart schlechten Zustand war, dass die Brüder ablehnten damit am Rennen zu starten, wurde ihnen ein anderes Boot zur Verfügung gestellt. Bei diesem begann sich auf halber Strecke die Verschraubung der Steuerung zu lösen, weshalb Kurt Watzke mit halber Kraft arbeiten musste, um nicht aus der Bahn zu kommen. Dennoch gelang den beiden Nautilus-Fahrern der Sieg mit eineinhalb Bootslängen Vorsprung. Da Österreich zu dieser Zeit über kein für internationale Rennen auch nur halbwegs geeignetes Boot besaß, erfolgten Privatverhandlungen mit dem RC Luzern, mit dessen Boot die Brüder 1947 die Silbermedaille bei den Europameisterschaften gewonnen hatten, um mit diesem Boot an der Olympiade teilzunehmen.
Bei den Olympischen Spielen in London startete das Brüder-Duo in der Zweier-ohne-Steuermann-Regatta, schied allerdings im Halbfinale aus. Zumindest bis in die 1950er Jahre war Watzke nachweislich noch als Ruderer aktiv und fuhr um die österreichische Meisterschaft mit. Im Rennen um die Meisterschaft im Einer 1950 musste er sich dem Linzer Alfred Fischer geschlagen geben. Wie lange er diesen Sport betrieb, geht aus den vorhandenen Quellen nicht hervor. Ebenso wenig ist über das weitere Leben von Kurt Watzke, der wie sein Bruder Gerhard ein Ingenieur war, bekannt. Am 16. Oktober 2012 starb Watzke kurz nach seinem 92. Geburtstag in Wien. Sein Bruder Gerhard überlebte ihn und starb 2021 im Alter von 98 Jahren.